# Alltricks
Alltricks est un site de vente en ligne français créé en 2008 et spécialisé dans la vente de produits relevant du cyclisme, mais aussi de la course à pied et de l'outdoor (randonnée, alpinisme, escalade, trekking, bikepacking, etc.).

## Histoire
En 2008, à la suite d'un grave accident de vélo, Gary Anssens fonde Alltricks. La société est devenue le leader français des ventes de vélo en ligne.
Elle réalise une première levée de fonds de deux millions d'euros en 2011 auprès du fonds d'investissement Partech Ventures et réalise un second tour de table pour 2,9 millions d'euros en 2014.[réf. nécessaire]
En 2015, le site figure à la 26e position du classement des cent premiers sites français de commerce en ligne réalisé par E-commercemag.
Fin 2016, une nouvelle levée de fonds permet de récolter deux millions d'euros.[réf. souhaitée]
En 2017, Alltricks, qui réalise encore 80 % de son activité en France, boucle une autre levée de fonds de 7,3 millions d'euros afin de se développer sur le marché européen.
En 2018, Alltricks souhaite également s'appuyer sur une stratégie omnicanal pour renforcer son offre de service. Le leader français du vélo compte déjà six magasins à son actif Coignières ; Issy-Les-Moulineaux ; Bron ; Bouc-Bel-Air Marseille ; Toulouse ; Annemasse. À terme, l'entreprise a pour objectif d'atteindre une vingtaine de magasins dans toute la France,.
En septembre 2019, Alltricks est racheté par Decathlon,.
En 2021, Alltricks accélère sur l'international et est nommé meilleur site de commerce en ligne dans la catégorie « Cyclisme et mobilité urbaine ».
En mars 2021, Alltricks rachète Troc Vélo, site spécialisé dans la vente de vélos d'occasion.